# Авсиян, Осип Абрамович
Осип Абрамович Авсиян (при рождении Ошер Абрамович; 21 мая 1918, Павлоград — 9 апреля 2003, Москва) — советский и российский художник, педагог, заслуженный работник культуры РСФСР (22 декабря 1975), член Союза художников СССР (1944).

## Биография
Родился 21 мая 1918 года в Павлограде Екатеринославской губернии, в семье херсонского мещанина Аврама-Аарона Ойзеровича Авсияна и Малки Иосиф-Беровны Авсиян (в девичестве Данель, 1886—?), уроженки города Уцяны Вилькомирского уезда. Дед и бабушка по материнской линии, Иосиф-Бер Нохум-Исаакович Данель (1843—?) и Хая Данель (1844—?), были мещанами вижунского общества Вилькомирского уезда Ковенской губернии. В 1919 году семья переехала в Симферополь. Детство и юность прошли в Крыму, Симферополе, где Авсиян занимался в художественной студии академика батальной живописи Н. С. Самокиша. В 1937 году на базе студии Самокиша было организовано Крымское художественное училище. «Педагогические приемы Николая Семёновича были весьма своеобразны. Я не имею в виду, что у него отсутствовала какая-либо система или принципы. Дело в другом — в подаче этих принципов. Всё подавалось непринужденно. Как мне кажется, он стремился сохранить непосредственное отношение ученика к жизни» (О. А. Авсиян. Баталист).
В 1936 году поступил в Ленинградскую Академию художеств. В конце 1930-х годов в Ленинграде посещал также школу П. Н. Филонова: «Ставя во главу угла „принцип сделанности“, Филонов стремился доказать, что всё изображаемое на картине, будь то реалистическое или абстрактное полотно, должно в первую очередь передавать душевные метаморфозы самого художника… Вспоминается, как Павел Николаевич часто призывал нас к максимальному напряжению сил. Это очень важный момент, как мне кажется, для понимания метода его работы» (О. А. Авсиян. Принцип сделанности). В школе П. Н. Филонова не только шёл поиск новых путей в искусстве, связанный с экспериментами в области формы, рисунка, цвета, одновременно там изучалось классическое наследие, русская архаика, лубок, народное искусство. "Мастер и ученик, — говорил Филонов, — должны в своей профессии любить всё, что «сделано хорошо» и ненавидеть всё, что «не сделано».
В 1937 году был принят на II курс графического факультета Московского государственного института изобразительных искусств имени В. И. Сурикова, который возглавлял в то время И. Э. Грабарь. 
В 1943 году был призван в РККА. В конце 1943 года вызван Крымским Правительством в  Краснодар. В первые дни после освобождения Крыма его назначили инспектором ИЗО Управления по делам искусства при СНК КР АССР. Одновременно являлся заместителем председателя оргкомитета ССХ Крыма, уполномоченным Художественного фонда СССР по Крыму, членом Пленума Крымского областного Комитета Союза Рабис III Созыва.
С октября 1950 года по назначению Правления «Всекохудожника» работал в Подольском товариществе «Художник» руководителем художественной студии. В 1951 году Осип Авсиян назначен уполномоченным Художественного фонда СССР по Московской области.
С 1951 года преподавал рисунок, живопись и композицию в Московском государственном академическом художественном училище памяти 1905 года, Московском Строгановском институте, в студии Московского отделения Художественного Фонда.
Начиная с 1940-х годов участвовал в областных, региональных, республиканских и всесоюзных выставках. За работы, экспонированные на выставках 1954 и 1955 года, ему были присуждены дипломы I степени Министерства культуры РСФСР и Московского областного Союза Советских художников. С 1944 года — член Союза художников России. Работы Осипа Авсияна находятся в собраниях Московского музея Н. Островского, Симферопольской картинной галереи, Севастопольской картинной галереи, Львовской картинной галереи, Художественного Фонда СССР, Комитета по делам искусства при Совете Министров СССР, Выставочного Фонда Московского областного товарищества «Художник», Государственного музея изобразительных искусств Республики Ингушетия, Государственного музея изобразительных искусств Каракалпакской АССР, Крымского областного краеведческого музея, Симферопольского музыкального училища, Рыбинского государственного историко-архитектурного и художественного музея-заповедника, Таганрогского музея, Музея П. И. Чайковского в Клину, а также в частных коллекциях.
Похоронен в Москве на Востряковском кладбище.

## Педагогическая деятельность
С 1944 по 1949 гг. Осип Авсиян преподавал рисунок, живопись и композицию в Крымском художественном училище имени Н. С. Самокиша, Подольском художественном училище, в Московском Строгановском институте (ныне РГХПУ им. С. Г. Строганова), Московском государственном академическом художественном училище памяти 1905 года (ныне МГАХУ памяти 1905 года). Среди известных его учеников такие художники, как Дмитрий Плавинский, Евгений Шукаев, Михаил Петров и многие другие. Одни из них успешно работают в кино, театре, на телевидении, другие — в книжной графике, дизайне.
«Уникальный человек Осип Абрамович Авсиян преподавал композицию… Я до сего времени говорю ему мысленно „спасибо“. Таким педагогам надо ставить памятники» (Виктор Слатинский, декан факультета живописи МГАХИ им. В. И. Сурикова). «Композиции, как воле преобразования белого листа, конечно, я обязан замечательному преподавателю Авсияну, с которым мы работали в 1952 году» (Дмитрий Плавинский). «Осип Абрамович Авсиян разработал уникальную программу по композиции, не имеющую аналогов. Она совершенна своей простотой и доступностью… Заслуга этого педагога не только в разработке уникальной программы, но и в методике» (Юрий Попков, гл. художник издательства «Живопись-Инфо»). «Мне посчастливилось учиться у Осипа Абрамовича Авсияна, педагога от Бога, интеллигентного и эрудированного человека. Он пытался привить нам вкус, культуру, профессиональное отношение к искусству» (Алексей Дьячков).
Осип Авсиян является автором многочисленных статей в журналах «Юный художник», «Художник» и др. На разработанную им ещё в 70-е годы XX века программу по композиции опираются в своей работе преподаватели художественных учебных заведений, а его книга: «Натура и рисование по представлению» (изд. «Изобразительное искусство», М., 1985), вошедшая в учебный процесс художественных учебных заведений, хорошо известна нескольким поколениям студентов. Другая его книга «Композиция. На пути к творчеству» (изд. «Линор», М., 2004) вобрала в себя идеи, накопленные и проверенные за десятилетия художественной и педагогической деятельности.

## Иллюстратор
Художник Авсиян чрезвычайно серьёзно относился к иллюстрации, как таковой. И здесь он также отводил особое место композиции, утверждая, что «она решает смысл изображаемой сцены и, что ещё важнее, её эмоциональный настрой». Иллюстрация, по его мнению, должна вызывать не просто желание её разглядывать, она должна выражать «большую идею, глубокую мысль, раскрывать смысл и сложность человеческих отношений, и характер происходящего должен сразу доходить до зрителя ещё до того, как он разглядел выражение лиц участников этой сцены». При этом драматическая напряженность рисунка, считал он, «зависит прежде всего от композиции — линий, световых пятен, силуэтов». Им выполнены иллюстрации: к роману Н. Островского «Как закалялась сталь», рассказу А. М. Горького «Каин и Артем», рассказу А. П. Чехова «Каштанка», к «Повести о том, как поссорился Иван Иванович с Иваном Никифоровичем» Н. В. Гоголя, сказкам А. С. Пушкина, повести Э. Казакевича «Звезда», книге И. А. Козлова «В крымском подполье», книге Н. Вагнера «Зойкин жених», роману Е. Грецева «Эхо в степи», рассказам П. Проскурина «Таежная песня», русским народным сказкам, к серии книг «Новая школьная библиотека. Серебряный век», к серии развивающих книг для дошкольников «Я начинаю учиться», «Я хочу учиться», к серии образовательных справочников «Канада», «Америка», «Австралия» и др.

## Семья
- Жена — Рахиль Абрамовна Авсиян (1922—2008)[7].
  - Сын — инженер-программист Владимир Осипович Авсиян (род. 1953).

## Книги
- О. А. Авсиян. Натура и рисование по представлению. М.: Изобразительное искусство, 1985.
- О. А. Авсиян. Композиция. На пути к творчеству. М.: Линор, 2004.

## Работы в музеях
РАБОТЫ НАХОДЯТСЯ В СОБРАНИЯХ: Московского музея Н. Островского, Симферопольской картинной галереи, Севастопольской картинной галереи, Львовской картинной галереи, Художественного Фонда СССР, Комитета по делам искусства при Совете Министров СССР, Выставочного Фонда Московского областного товарищества «Художник», Государственного музея изобразительных искусств Республики Ингушетия, Государственного музея изобразительных искусств Каракалпакской АССР, Крымского областного краеведческого музея, Симферопольского музыкального училища, Рыбинского государственного историко-архитектурного и художественного музея-заповедника, Таганрогского музея, Музея П. И. Чайковского в Клину, а также в частных собраниях.
- Севастопольская панорама. Севастопольский художественный музей
- «Севастополь». Симферопольский художественный музей
- «Мужской портрет». Симферопольский художественный музей
- «Портрет бойца». Симферопольский художественный музей
- «Портрет бойца. Участник Великой Отечественной войны». Симферопольский художественный музей
- «Тральщики у причала». Симферопольский художественный музей
- «В метро». Государственный музей изобразительных искусств Республики Ингушетия
- «У метро Краснопресненская». Государственный музей изобразительных искусств Республики Ингушетия
- «У стадиона». Государственный музей изобразительных искусств Республики Ингушетия
- "Последний лист «Патетической» из серии «П. И. Чайковский в Клину». Музей П. И. Чайковского в Клину
- "У рояля из серии «П. И. Чайковский в Клину». Музей П. И. Чайковского в Клину
- «В литейном цехе». Рыбинский государственный историко-архитектурный и художественный музей-заповедник
- «Монтажники». Рыбинский государственный историко-архитектурный и художественный музей-заповедник